# Tămădău Mare
Tămădău Mare – wieś w Rumunii, w okręgu Călărași, w gminie Tămădău Mare. W 2011 roku liczyła 1088 mieszkańców.